# Problepsis rorida
Problepsis rorida là một loài bướm đêm trong họ Geometridae.